# Jantra

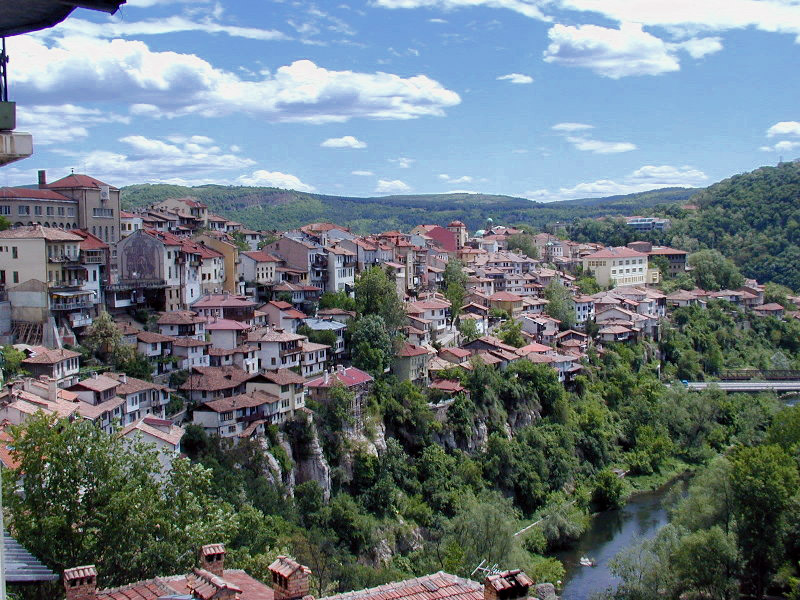
Jantra i Veliko Tărnovo

Jantra (även Yantra; på bulgariska Янтра; latin: Iatrus) är en omkring 150 kilometer lång biflod till Donau i Bulgarien. Den rinner upp på norra sidan av Balkanbergen i närheten av Sjipka-passet, rinner därifrån norrut och sammanfaller med Donau söderifrån nedanför Svisjtov. Vid Jantra ligger städerna Veliko Tărnovo och Gabrovo. 